# Lac Cloutier
Lac Cloutier är en sjö i Kanada.   Den ligger i regionen Lanaudière och provinsen Québec, i den sydöstra delen av landet, 180 km nordost om huvudstaden Ottawa. Lac Cloutier ligger 218 meter över havet. Arean är 1,9 kvadratkilometer. Den sträcker sig 2,8 kilometer i nord-sydlig riktning, och 1,6 kilometer i öst-västlig riktning.
I omgivningarna runt Lac Cloutier växer i huvudsak blandskog. Runt Lac Cloutier är det ganska glesbefolkat, med 34 invånare per kvadratkilometer.